# Malcolm Spence (jamajski lekkoatleta)
Malcolm Emanuel Augustus „Mal” Spence  (ur. 2 stycznia 1936 w Kingston, zm. 30 października 2017 w Fort Lauderdale) – jamajski lekkoatleta specjalizujący się w długich biegach sprinterskich, trzykrotny uczestnik letnich igrzysk olimpijskich (Melbourne 1956, Rzym 1960, Tokio 1964), brązowy medalista olimpijski z Rzymu w sztafecie 4 × 400 metrów w barwach Federacji Indii Zachodnich.
Brat bliźniak Melville’a Spence’a, również lekkoatlety.

## Sukcesy sportowe
| Rok  | Miasto    | Zawody                                                 | Konkurencja                                | Wynik                     |
| ---- | --------- | ------------------------------------------------------ | ------------------------------------------ | ------------------------- |
| 1958 | Cardiff   | Igrzyska Imperium Brytyjskiego i Wspólnoty Brytyjskiej | sztafeta 4 × 440 jardów                    | brązowy medal             |
| 1959 | Chicago   | Igrzyska panamerykańskie                               | sztafeta 4 × 400 m bieg na 400 m           | złoty medal brązowy medal |
| 1960 | Rzym      | Letnie igrzyska olimpijskie                            | sztafeta 4 × 400 m                         | brązowy medal             |
| 1962 | Perth     | Igrzyska Imperium Brytyjskiego i Wspólnoty Brytyjskiej | sztafeta 4 × 440 jardów bieg na 440 jardów | złoty medal 5. miejsce    |
| 1963 | São Paulo | Igrzyska panamerykańskie                               | sztafeta 4 × 400 m                         | brązowy medal             |
| 1964 | Tokio     | Letnie igrzyska olimpijskie                            | sztafeta 4 × 400 m                         | 4. miejsce                |

## Rekordy życiowe
- bieg na 400 metrów – 46,4y – 1959